# Barbara (helgon)
För andra betydelser, se Barbara (olika betydelser).
Barbara var enligt traditionen en jungfru och martyr som levde under 200-talet. Hon har åtminstone sedan 600-talet vördats som helgon inom Romersk-katolska, Östortodoxa och Orientalisk-ortodoxa kyrkan, men hennes historiska existens har ifrågasatts.
Fram till Vatikanens kalenderreform 1969 var hennes festdag den 4 december, en dag hon fortfarande firas i övriga samfund. Hon räknas som en av de fjorton nödhjälparna och en av de fyra Virgines capitales.

## Biografi
Barbaras historiska existens har blivit starkt ifrågasatt av historiker under 1900-talet, eftersom det saknas omnämnanden av henne i tidiga dokument där hon borde ha funnits med, till exempel Hieronymos martyrologi. Det finns inga spår efter en kult under antiken, trots att hon ska ha dödats under Maximianus förföljelser av kristna. De äldsta dokumenten hon finns i, grekiska från 600-talet, har lågt historiskt värde; därtill anges fyra olika dödsplatser i olika dokument: Nikomedia, Heliopolis, Toscana och Rom. Genom Legenda aurea blev hon dock ett av medeltidens populäraste helgon.
Enligt Legenda aurea blev hon inlåst i ett torn av sin far så att inga män skulle kunna se henne, men trots detta kom prinsar och ville gifta sig med henne. Hon bestämde sig för att bli kristen eremit i ett badhus som hennes far Dioscorus höll på att uppföra, i vilket hon beordrade arbetare att sätta in ett tredje fönster för att hedra Treenigheten. Hon tecknade ett kors i marmorväggen. När hennes far fick reda på att hon blivit kristen blev han vred. Fadern var nära att döda henne, men Barbara blev till slut överlämnad till en domstol där hon dömdes till döden för sin kristna tro. Fadern verkställde straffet själv genom att hugga huvudet av henne, traditionellt uppfattat som år 290. Vid samma tidpunkt skall en annan kristen, Juliana, ha lidit martyrdöden. Barbara skall ha blivit begraven av Valentinus, och vid hennes grav började mirakler ske, förtäljer legenden. Korset i marmorväggen och badhuset uppgavs ännu vara bevarat när hennes hagiografi skrevs.
Som straff dog hennes far av ett blixtnedslag, och därför blev Barbara beskyddare för dem som dör plötsligt, gruvarbetare och artillerister.

## Vördnad
Inom det svenska artilleriet har sporadiskt firande av skyddshelgonet pågått sedan 1920-talet – Norrlands artilleriregemente (A 4), innehållande högtidstal och salutgivning. Under 1980-talet utvecklades traditionerna, efter norsk påverkan, till att innefatta även ordensceremonier vid några förband: Bodens artilleriregemente (A 8), Wendes artilleriregemente (A 3), Gotlands artilleriregemente (A 7) och Bergslagens artilleriregemente (A 9). Denna ordenssed kom till Norge i och med de ockupationstrupper som Norge sände till den brittiska zonen efter andra världskriget (Tysklandsbrigaden). Ett återkommande firande sker även inom Bofors verksamhet på Kulltorp i Karlskoga samt i Jönköping av Kamratföreningen Smålandsartillerister (A 6). Vid Bofors i Karlskoga sker högtidlighållandet med högtidstal och salutgivning numera vid Bofors Test Center. Ammunitionsröjare runt om i världen firar St: Barbara  den 4 december, då hon även ses som skyddshelgon till skydd mot olyckor genom explosioner.

## Eftermäle
Asteroiden 234 Barbara är uppkallad efter henne.